# Salomona godeffroyi
Salomona godeffroyi är en insektsart som först beskrevs av Francois Jules Pictet de la Rive 1888.  Salomona godeffroyi ingår i släktet Salomona och familjen vårtbitare. Inga underarter finns listade i Catalogue of Life.